# Liste d'œuvres littéraires chinoises
Cet article contient une liste sélective des principales œuvres littéraires chinoises de l'Antiquité (chinois simplifié : 中国文学作品列表) à aujourd'hui.

## De l'antiquité auxTang
- Classique des vers 詩經 (vers 1000-600)
- Chants de Chu 楚辭 (vers 300-150)
- Li sao (Tristesse de la séparation) 離騷  (vers 280)
- Neuf chants 九歌 (vers 280)
- Dix-neuf Poèmes anciens 古詩十九百 (entre -250 et + 220)
- Le paon vole au sud-est 孔雀東南飛 (vers 225)
- À la recherche des esprits 搜神記 (anecdotes compilées vers 350)
- Anecdotes contemporaines et nouveaux propos 世說新語 (compilées vers 430)
- La Ballade de Mulan 木蘭 (vers 350-450)
- Le Cœur de la littérature et la Sculpture des dragons 文心雕龍 (vers 500)
- Chant des regrets éternels 長恨歌 (vers 750-800)
- Ballade du luth 琵琶行 (816)
- La Falaise rouge 赤壁賦 (1083)
- Trois cents poèmes des Tang 唐詩三百首 (vers 800-900, copilés vers 1763)
- Biographie de Li Wa 李娃傳  (vers 820)
- Biographie de Yingying 鶯鶯傳 (vers 880)

## La littérature après les Tang (907-1911)
- Biographie du chevalier à la barbe frisée 虯髯客傳 (vers 930)
- Le Ressentiment de Dou E (pièce, vers 1292)
- Taiping guangji (Recueil de l'ère de la paix) 太平廣記 (vers 980)
- Histoire de l'amour 情史 (Qing shi, publié vers 1628-1630)
- Liaozhai zhiyi (Contes étranges du studio du bavard) 聊齋志異 (complié vers 1700)
- Histoire des Trois royaumes 三國演義 (vers 1350)
- Au bord de l'eau 水滸傳 (vers 1500-1524)
- La Pérégrination vers l'Ouest (Le Voyage en Occident) 西游記 (publié en 1592)
- L'Investiture des dieux 封神演義 (vers 1600)
- Jin Ping Mei (Fleur en fiole d'or) 金瓶梅 (1597-1610)
- San Yan (Trois recueils d'histoires) 三言 (1620-1627)
- Pai'an jingqi (Récits extraordinaires de conteurs) 二拍  (1628-1633)
- Spectacles curieux d'aujourd'hui et d'autrefois (Récits de jadis et d'aujourd'hui) 今古奇觀  (1640)
- Histoire des Zhou orientaux 東周列國志 (vers 1650-1690)
- Le Rêve dans le pavillon rouge 紅樓夢 (1723-1763)
- Chronique indiscrète des mandarins (Histoire de la forêt des lettrés) 儒林外史 (1750)
- Siku Quanshu 四庫全書 (Les Livres complets des quatre Magasins, 1773-1798)
- Six récits au fil inconstant des jours (Six chapitres d'une vie flottante) 浮生六記 (vers 1800-1810)
- Fleurs dans un miroir 鏡花緣 (1828)
- Trois chevaliers et cinq redresseurs de torts 三俠五義  (1879)
- L'Odyssée de Lao Ts'an (Voyages d'un vieux décrépit 老殘遊記 (1907)

## Littérature chinoise contemporaine (depuis 1911)
- Le Journal d'un fou (狂人日記) (1918) par Lu Xun
- La Montagne de l'âme (1990) de Gao Xingjian
- Péril jaune (黃禍, Huanghuo) (1991) par Wang Lixiong
- Le Pays de l'alcool 酒国 (1992) de Mo Yan
- Beaux Seins, Belles Fesses (1996) de Mo Yan
- Shanghai Baby (1999) de Zhou Weihui
- Les Bonbons chinois (糖) (2000) de Mian Mian (棉棉)
- Impératrice (2003) par Shan Sa